# Пров и Грация
Пров и Грация — святые. День памяти — 5 апреля.
Святые Пров и Грация (Probus and Grace), даты жизни которых неизвестны,  рассматриваются Святым Преданием как супруги из Уэльса. Храм в Трессилиане освящён в их честь. Мощи святых пребывают по сей день в храме, воздвигнутом на месте их молельни.